# Yahya Khan
Agha Muhammad Yahya Khan (Chakwal (Brits-Indië), 4 februari 1917 – Rawalpindi (Pakistan), 10 augustus 1980) was een Pakistaans politicus en militair. Hij was de derde president van Pakistan.

## Levensloop

### Militaire carrière
Khan is van Pathaanse afkomst. Hij studeerde in juli 1939 af bij de Indische Militaire Academie van Dehra Dun en werd soldaat in het Britse leger. In de Tweede Wereldoorlog bracht hij het tot officier bij de infanterie. Khan diende in Irak en Noord-Afrika. In 1942 werd hij gevangengenomen door troepen van de As-mogendheden, maar slaagde na twee mislukte pogingen om uit het krijgsgevangenkamp in Italië te ontsnappen.
In 1947 wist hij in aanloop naar de opdeling van Brits-Indië te voorkomen dat verschillende Indische officieren kostbare boeken weghaalden uit de bibliotheek van de British Indian Staff College in Quetta. Na de opdeling sloot hij zich aan bij het Pakistaanse leger. Hij hielp mee met het opzetten van een officiersopleiding.
Khan kreeg in 1951 de aanstelling over de brigade die langs de staakt-het-vurenlijn in Kashmir was gelegerd. In de periode 1954-57 hield hij zich bezig met de modernisering van het Pakistaanse leger, een van de grote wensen van president Mohammed Ayub Khan. Van 1958 tot 1962 was hij hoofd van de generale staf en van 1962 tot 1965 was hij opperbevelhebber in Oost-Pakistan en voerde een infanteriedivisie aan. Deze divisie vocht in 1965 ook mee in de Tweede Kasjmiroorlog. In maart 1966 kreeg Khan de benoeming tot opperbevelhebber van het Pakistaanse leger. Als opperbevelhebber kreeg hij te maken met de wapenboycot die de Verenigde Staten tegen India en Pakistan hadden ingesteld. Pakistan richtte zich nu op China voor de aanschaf van militaire middelen. Het grootste deel van het leger werd daarom uitgerust met Chinees oorlogsmateriaal.

### President van Pakistan
Ayub Khan was gedurende de jaren 60 de president van Pakistan. Zijn populariteit daalde echter en hij kreeg te maken met forse tegenstand van de oppositie. Op 25 maart 1969 droeg hij de macht over aan Yayha Khan. Als president kreeg Khan direct te maken met een aantal problemen, zoals de groeiende onrust tussen West-Pakistan (het huidige Pakistan) en Oost-Pakistan (het huidige Bangladesh). Ook moest het land van – min of meer - een dictatuur worden omgevormd tot een democratie. De oppositie was vooral verenigd in hun weerstand tegen één man, namelijk Ayub Khan.
De nieuwe president kondigde de staat van beleg af om de orde te herstellen, maar slaagde er slechts deels in om de problemen het hoofd te bieden. Yahya probeerde de bevolking in Oost-Pakistan tegemoet te komen door meer mensen uit de deelstaat toe te laten tot het leger. Dit leverde weer verzet op vanuit het leger. Bij de parlementsverkiezingen in december 1970 behaalde de Pakistan Peoples Party van Zulfikar Ali Bhutto de meeste stemmen in West-Pakistan, maar werd niet de grootste partij: de Oost-Pakistaanse Awami Liga (AL) van sjeik Mujibur Rahman behaalde meer stemmen. Desondanks negeerde de politieke elite in Islamabad de AL. Als reactie hierop brak er een grote volksopstand uit in Oost-Pakistan. Het Pakistaanse leger probeerde met grof geweld de opstand te onderdrukken, maar de Oost-Pakistani wisten met Indiase steun het Pakistaanse leger te verdrijven. Dit voorkwam evenwel niet dat duizenden Oost-Pakistani het leven lieten.
Besprekingen tussen Khan en Rahman, de leider van het verzet, liepen op niets uit en op 7 maart 1971 riep Rahman de Volksrepubliek Bangladesh (Bangla Desh= Vrij Bengalen) uit. Pakistan viel Bangladesh aan, maar deze hielden stand met steun van India. De oorlog draaide uit op een verlies voor Pakistan. Het West-Pakistaanse leger richtte een genocide aan, waarbij tussen 300.000 en 3 miljoen mensen het leven lieten. Vooral leden van de hindoeïstische minderheid, maar ook intellectuelen en jonge mannen, werden het slachtoffer.

### Aftreden en dood
Het verlies van de oorlog werd Khan aangerekend. Het binnenlandse protest zwol aan. Onder die druk droeg Khan het presidentschap over aan Bhutto. Khan werd door hem in 1972 onder huisarrest geplaatst. Kort daarna raakte Khan grotendeels verlamd. Zijn huisarrest werd in 1977 opgeheven door Zia ul-Haq. Op 10 augustus 1980 overleed hij thuis door overmatig drankgebruik.
Iskandar Mirza · Mohammed Ayub Khan · Yahya Khan · Zulfikar Ali Bhutto · Fazal Ilahi Chaudhry · Mohammed Zia-ul-Haq · Ghulam Ishaq Khan ·
Wasim Sajjad · Farooq Leghari · Wasim Sajjad · Mohammed Rafiq Tarar · Pervez Musharraf · Mohammed Mian Soomro · Asif Ali Zardari · Mamnoon Hussain · Arif Alvi ·
Asif Ali Zardari